# Анхесенамон

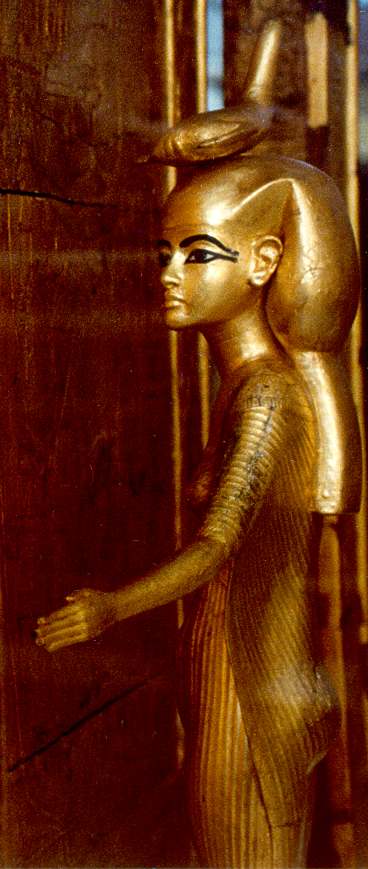
Анхесенамон в образі богині Серкет. (Позолочена статуя однієї з чотирьох богинь-охоронниць з гробниці Тутанхамона, XIV століття до н. е.)

Анхесенамон, Анхесенпаатон, Анхесенпаамон, Анхесенатон (єгипет. ˁnḫ-sn-imn — «Вона живе для Амона», XIV століття до н. е.) — єгипетська цариця XVIII династії, сестра та головна дружина Тутанхамона, третя донька фараона Ехнатона і його дружини Нефертіті. Народилася близько 1354 або 1353 до н. е.

## Дитячі роки
|                   |            |     |         |     |
| \| \| \| \| \| \| |            |     |         |     |
|                   |            |     |         |     |
| i                 | t · n · ra | S34 | S29 · n | G40 |

| i | t · n · ra | S34 | S29 · n | G40 |

|                   |            |     |         |     |
| \| \| \| \| \| \| |            |     |         |     |
|                   |            |     |         |     |
| i                 | t · n · ra | S34 | S29 · n | G40 |

| i | t · n · ra | S34 | S29 · n | G40 |

|                   |            |     |         |     |
| \| \| \| \| \| \| |            |     |         |     |
|                   |            |     |         |     |
| i                 | t · n · ra | S34 | S29 · n | G40 |

| i | t · n · ra | S34 | S29 · n | G40 |

|                   |            |     |         |     |
| \| \| \| \| \| \| |            |     |         |     |
|                   |            |     |         |     |
| i                 | t · n · ra | S34 | S29 · n | G40 |

| i | t · n · ra | S34 | S29 · n | G40 |

Анхесенамон була 3-ю із 6 достеменно відомих дочок фараона-реформатора Ехнатона і його «головної дружини» Нефертіті. Вона народилася в старій столиці держави — Фівах (стр.-єгип. Не, Не-Амон, Уаста) на 8–9 році правління батька. Проводячи релігійну реформу, Ехнатон збудував нову столицю Ахетатон (суч. Телль-ель-Амарна), де й пройшло дитинство принцеси. Ймовірно, вона жила або в головному, або в Північному палаці, що належав її матері цариці Нефертіті. Суть перетворень Ехнатона полягала в заміні старих богів культом сонячного диска Атона, тому як і старших сестер принцесу назвали на честь Атона — Анхесенпаатон. Це ім'я означало «Вона живе завдяки Атону».
Народжена до завершення будівництва столиці, Анхесенпаатон постає на багатьох амарнських рельєфах і носить традиційний для принцеси титул: «Дочка Царева від плоті його, його улюблениця, Анхесенпааатон, яку народила велика дружина царя, його кохана Нефер-Нефер-Атон-Нефертіті, живе вона вічно, віковічно (стр.-єгип. nsw-sn.t h.t-f mr.t-f ˁnḫ-s-n-itn-rˁ ms-n nsw-tḫm.t-wr.t mr.t-f nfr-nfr.w-itn-nfr.t-jty ˁnḫ-ti ḏt-nḫḫ)».
|                                  |     |     |     |     |               |     |     |         |    |
| \| \| \| \| \| \| \| \| \| \| \| |     |     |     |     |               |     |     |         |    |
|                                  |     |     |     |     |               |     |     |         |    |
| F35                              | F35 | F35 | F35 | M17 | X1 · N35 · N5 | F35 | M18 | X1 · Z4 | B1 |

| F35 | F35 | F35 | F35 | M17 | X1 · N35 · N5 | F35 | M18 | X1 · Z4 | B1 |

|                                  |     |     |     |     |               |     |     |         |    |
| \| \| \| \| \| \| \| \| \| \| \| |     |     |     |     |               |     |     |         |    |
|                                  |     |     |     |     |               |     |     |         |    |
| F35                              | F35 | F35 | F35 | M17 | X1 · N35 · N5 | F35 | M18 | X1 · Z4 | B1 |

| F35 | F35 | F35 | F35 | M17 | X1 · N35 · N5 | F35 | M18 | X1 · Z4 | B1 |

На пам'ятниках останніх років правління Ехнатона принцеса Анхесенпаатон постає з дочкою на ім'я Анхесенпаатон-Ташерит на руках. Написи повідомляють, що це дитина фараона. Цей факт став приводом для побудови теорії, згідно з якою, після відсторонення Нефертіті і смерті другої дружини Кійї, доньки Макетатон, Ехнатон взяв у дружини малолітню Анхесенпаатон в надії народити спадкоємця. Але у фараона знову народжується дочка. Згодом ця теорія була спростована більш точним датуванням пам'яток, що вказали на те, що царівні було в той час лише 6–8 років. На пам'ятниках також були виявлені сліди переробки. Очевидно — це сліди ненависті дочок Нефертіті до пам'яті другої дружини Ехнатона. Імена Кійї і її доньки замінили відповідно іменами старших цариць, які залишилися в живих Меритатон і Анхесенпаатон сподіваючись на те, що ті рано чи пізно народять доньок.

## Анхесенамон— як цариця
Останні роки правління її батька, як і правління Семнехкара погано відомі через нечисленність джерел. Коли туман історії розсіюється, ми бачимо Анхесенамон в ролі цариці. Очевидно принцеса була заручена з Тутанхамоном ще за життя батька в Ахетатоні. Коли ж наступник Ехнатона — Сменхкара помер після недовгого правління, 12-річна принцеса і 10-річний принц зійшли на престол Єгипту.

### Правління Тутанхамона

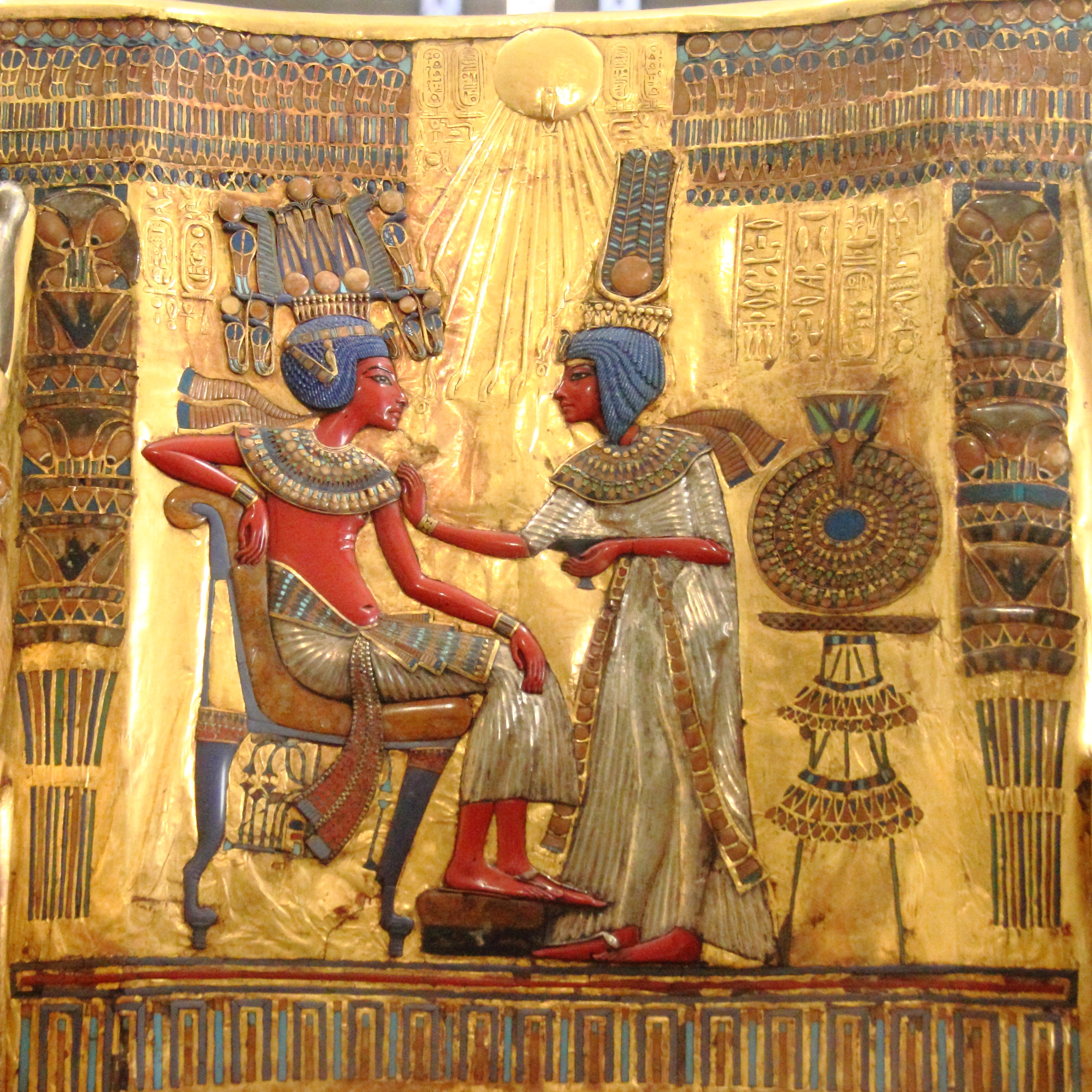
Тутанхамон і Анхесенамон. Фрагмент спинки золотого трону Тутанхамона, XIV століття до н. е.

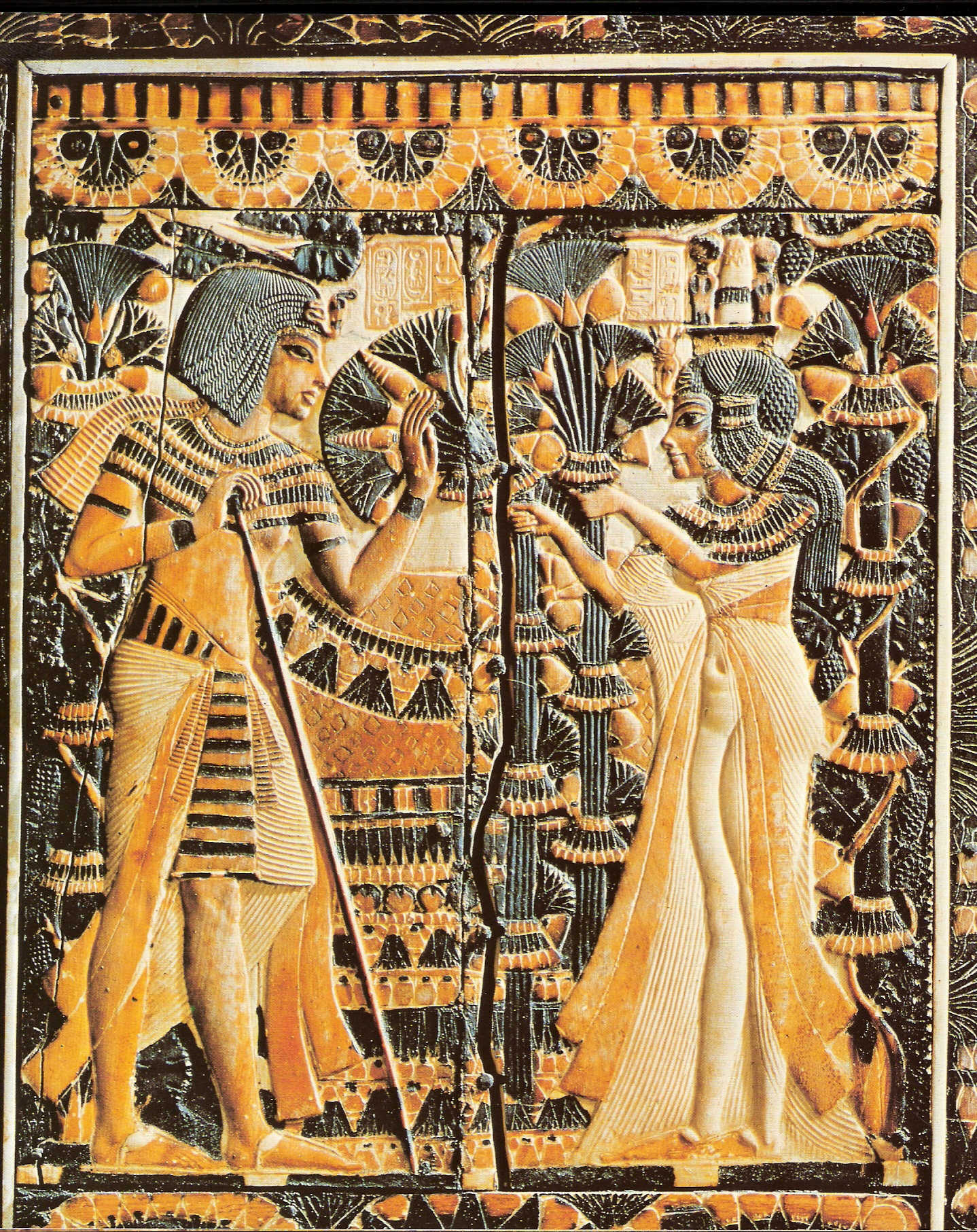
Тутанхамон отримує квіти від Анхесенпаатон. Фрагмент дерев'яної скрині

Зниклий у кінці правління Ехнатона і відсутній в документах при Семнехкарі візир (чаті) Ай знову з'являється в документах в ролі наставника молодої пари володарів. Ймовірно Ай — колишній жрець Амона визначав політику держави і приймав рішення поки фараон і цариця були у молодому віці.
Першочерговим завданням Айа було повернення до старих богів і забуття культу Атона разом з його засновником. Причиною цього стало те, що жерці Атона були вірні Ехнатону. Їх не влаштовували нові умови правління, і вони віддавали перевагу Хоремхебу. На Ай було скоєно кілька замахів. Фараон наказав знищити культ Атона і ввести нового бога Амона. В рамках цієї релігійно-політичної місії були змінені особисті імена цариці і царя: «Анхесенпаатон» стала іменуватися «Анхесенамон» — «Вона живе для Амона». Вчені вважають, що культи жерців відігравали аж ніяк не другорядну роль в Стародавньому Єгипті. І саме ця ситуація одне з головних підтверджень тому.
Анхесенамон успадкувала від матері не тільки красу, але й розум і, очевидно з роками її вплив на Тутанхамона затьмарював роль Айа. Вона стає впливовою фігурою при дворі і, очевидно, вона заправляла справами в країні під час походів до Сирії.
Не багато зображень Анхесенамон збереглося до наших днів. Багато з пам'ятників її чоловіка були згодом узурповані подальшими фараонами. Те ж саме, очевидно сталося і з зображеннями самої цариці.
Анхесенамон не народила спадкоємців Тутанхамону і після смерті останнього стала правителькою вдовою. Смерть чоловіка була справжньою трагедією для цариці. Символом її любові до чоловіка може слугувати вінок з квітів, залишений на саркофазі молодого фараона. Цей букет зберігався протягом 3300 років і його виявив археолог Говард Картер, який знайшов гробницю Тутанхамона.

### Після смерті Тутанхамона
Побоюючись того, що їй доведеться вступити в шлюб з могутнім візиром свого чоловіка — Айєм, Анхесенамон пішла на безпрецедентний для Стародавнього Єгипту крок і звернулася за допомогою до правителя хетів Суппілуліума I. Зберігся лист Анхесенамон, знайдений в Хаттусі, що містить прохання зробити одного з синів Суппілуліуми її чоловіком.
«Мій чоловік помер, а сина в мене немає, але про тебе говорять, що у тебе багато синів. Якби ти прислав до мене одного зі своїх синів, він став би моїм чоловіком. Я ні за що не візьму в чоловіки нікого зі своїх підданих. Я дуже боюся».
Суппілуліума так здивувався, що відправив свого посланника до єгипетського двору — упевнитися, що його не обманюють. Посол повернувся з другим листом від цариці:
«Чому ти кажеш: „Вони мене обманюють“? Якби у мене був син, хіба стала б я писати чужинцеві, оголошуючи привселюдно про свою біду і про нещастя моєї країни? Говорячи так, ти мене ображаєш. Той, хто був моїм чоловіком, нині мертвий, а сина в мене немає. За свого підданого я не вийду заміж ні за що. Я не писала нікому, крім тебе. Всі говорять, що у тебе багато синів; дай же мені одного з них, щоб він став моїм чоловіком».
Правитель хеттів спробував використати можливість розширити свій вплив на Єгипет і відправив туди свого сина Зананзу. Проте до Єгипту принц не дістався, а був убитий по дорозі — очевидно, за дорученням Айя, який згодом і став наступником Тутанхамона, уклавши фіктивний шлюб з Анхесенамон і узаконивши тим самим узурпацію престолу. Збереглося кільце, на якому імена вже фараона Айя і цариці Анхесенамон стоять поруч. Ймовірно, невдовзі після весілля цариця померла, бо подальші згадки про неї відсутні.

## Місце поховання і мумія
Мумія Анхесенамон не ідентифікована. Аналіз ДНК двох жіночих мумій з гробниці KV 21, проведений в лютому 2010 року, підтвердив, що вони належали до XVIII династії єгипетських фараонів. Висловлювалися припущення, що одна з них може належати Анхесенамон.